# Kasapura, Koratagere
Kasapura là một làng thuộc tehsil Koratagere, huyện Tumkur, bang Karnataka, Ấn Độ.